# Mirza Bašić

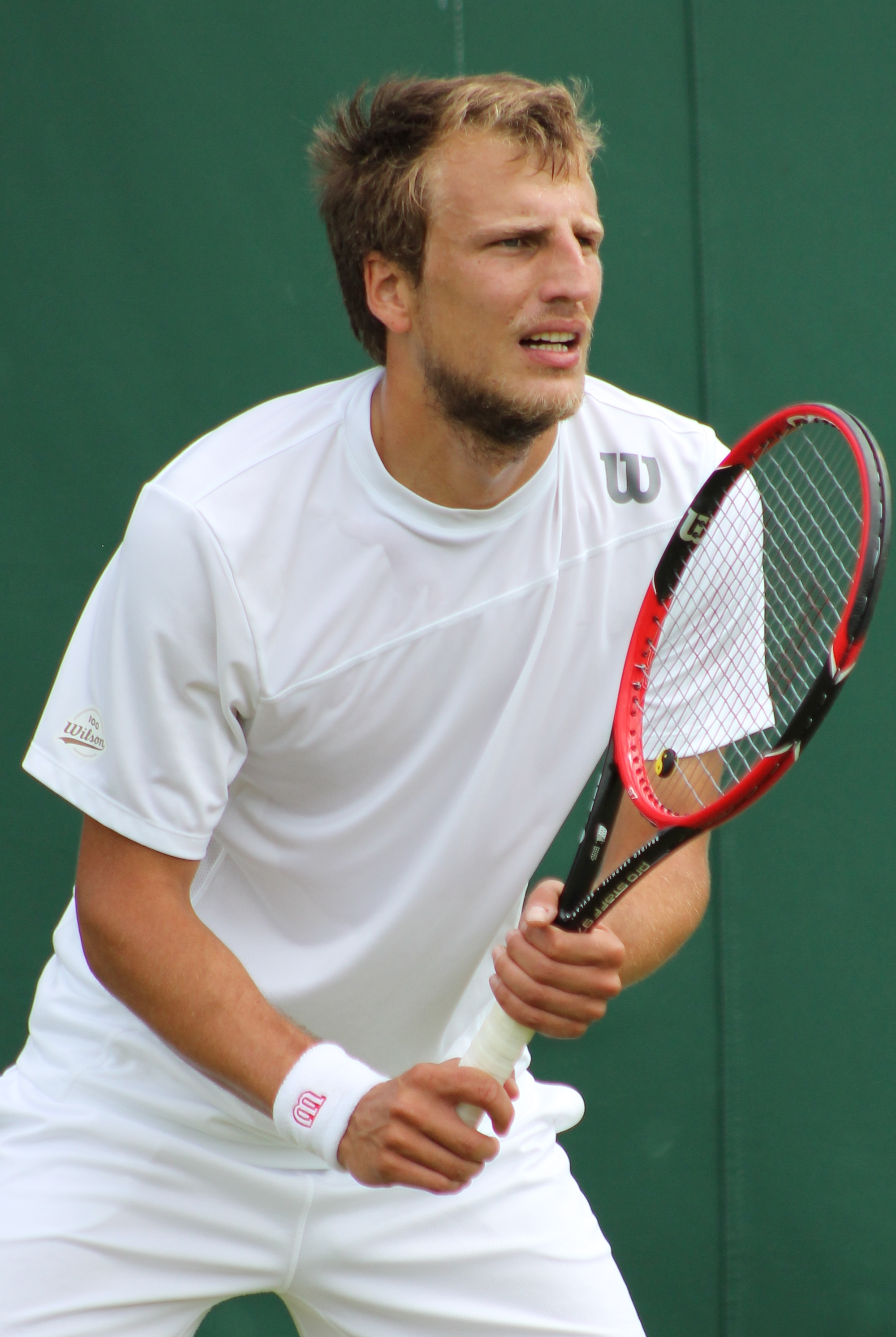
Foto do tenista bósnio Mirza Našić.

Mirza Bašić (Sarajevo, 12 de julho de 1991) é um tenista profissional bósnio.